# Splendrillia kapuranga
Splendrillia kapuranga is een slakkensoort uit de familie van de Drilliidae. De wetenschappelijke naam van de soort is voor het eerst geldig gepubliceerd in 1953 door Dell.